# M14 (fuzil)
O Fuzil M14, (em inglês: M14 Rifle), oficialmente, United States Rifle, 7.62 mm, M14 é um fuzil de batalha de fogo seletivo estadunidense que dispara munição 7,62×51mm NATO (militar) ou .308 Winchester (comercial). Ele gradualmente substituiu o fuzil M1 Garand para serviços do Exército dos EUA em 1961 e serviços do Corpo de Fuzileiros Navais dos Estados Unidos em 1965. Era o fuzil de infantaria padrão para militares dos EUA nos Estados Unidos contíguos, Europa e Coreia do Sul a partir de 1959 até ser substituído pelo fuzil M16 em 1964. Sendo assim fuzil padrão dos Estados Unidos de 1959 a 1970.
O M14 foi o último fuzil de batalha americano emitido em quantidade para o pessoal militar dos EUA. O fuzil permanece em serviço limitado em todos os ramos dos militares dos EUA como uma arma de competição, uma arma cerimonial de guardas de honra, guardas de cor, equipes de perfuração e guardas cerimoniais e fuzil de precisão/fuzileiro. Os modelos civis em semiautomáticos são usados para caça, plinking, tiro ao alvo e competições, incluindo silhueta metálica, desafio de 3 armas e metal.
O M14 é a base do M21 e fuzis de precisão M25 que foram amplamente substituídos pelo M24 Sniper Weapon System. Uma nova variante do M14, o Mk 14 Enhanced Battle Rifle está em serviço desde 2002.

## História

### Desenvolvimento
O M14 foi desenvolvido a partir de uma longa linhagem de armas experimentais baseado no rifle M1 Garand. Embora a M1 estivesse entre os fuzis mais avançados da infantaria da década de 1930, não era uma arma perfeita. Modificações começaram a ser feitas no projeto básico do rifle M1, desde o final da Segunda Guerra Mundial. Mudanças essas incluem a adição da capacidade de fogo automático e a substituição do método de carregamento, onde o clipe em bloco com 8 projéteis, de difícil carregamento seria substituído por um carregador destacável de 20 projéteis. As fabricantes Winchester, Remington Arms, Arsenal Springfield e o próprio John Garand ofereceram diferentes conversões da arma. O projeto de Garand, intitulado "T20" foi o mais popular, servindo de base para os rifles de teste da Springfield de 1945 e a década de 1950.
Em 1945, Harvey Earle, engenheiro do Arsenal Springfield, projetou um rifle completamente diferente, o T-25, para o cartucho T-65 .30 Light Rifle, sob a direção do coronel Rene Studler, então servindo no Pentágono. Ao final de 1945, os dois homens foram transferidos para o Arsenal Springfield, onde o trabalho na T25 continuou. O T-25 foi projetado para o cartucho T-65, pelo Arsenal Frankford, baseado no cartucho .30-06 Springfield usado do rifle M1, porém seu comprimento foi encurtado para .300 Savage. Embora mais curto que o .30-06, com menor capacidade de fogo, o T65 possuía a mesma energia balística do .30-06, pelo uso da tecnologia recém desenvolvida do uso de bolas, pela Olin Industries. Depois de experimentar diversos projetos de balas, o T-65 foi concluso para adoção com o cartucho da OTAN 7,62, de 51mm. Posteriormente a Olin Industries comercializou o cartucho no mercado comercial como .308 Winchester. Após uma série de revisões de Earle Harvey e outros membros do grupo de design do .30 Light Rifle e os testes iniciais realizados em 1950, o T-25 foi rebatizado como T-47.
Em contra partida, o protótipo do fuzil T-44, que teve um orçamento curto, foi projetado como alternativa ao T-47. Contando apenas com os recursos mínimos disponíveis, o protótipo mais antigo do T-44, usava simplesmente receptores T20E2 equipados com carregadores de bloco e seu cano foi reaproveitado para o uso do 7,62mm NATO, com a ação de funcionamento do M1 substituída pelo sistema de corte à gás do T-47. Lloyd Corbett, engenheiro do grupo de design de Earle Harvey, acrescentou vários refinamentos ao projeto T-44, incluindo uma haste de operação direta e um pino para reduzir o atrito.

### Testes no Conselho do Batalhão de Infantaria
O T-44 participou de uma competição conduzida pelo Batalhão de Infantaria do Forte Benning, na Geórgia, contra o Springfield T-47 e o FN FAL da Fabrique Nationale de Herstal, designado como T-48. O T-47, que não possuía o bolt roller e foi pior nos testes em tempo frio que qualquer T-44 ou T-48, assim foi desconsiderado em 1953. Durante 1952-53, testes provaram que o T-48 e o T-44 tiveram desempenho comparavelmente muito próximos, porém o T-48 possuía uma vantagem em campos abertos e boa resistência à poeira e a desvantagem do longo tempo de espera de desenvolvimento do produto. Um artigo da revista Newsweek em julho de 1953 apontava o T-48/FAL como o selecionado, ganhando do T-44. Durante o inverno de 1953-54, ambos competiram nas instalações do Exército estadunidense, no Ártico. Engenheiros do Arsenal Springfield ansiosos para garantir a seleção do T-44 prepararam uma modificação específica para os testes sob câmara fria, incluindo o redesenho do regulador de gás e modificações personalizadas do carregador e outras peças, visando reduzir o atrito e a pressão dos ambientes extremamente frios. Os T-48 que não receberam tal preparação especial e durante os testes experimentaram um sistema de gás lerdo, que continuava frio após os disparos. Os engenheiros da FN, tentando melhorar o funcionamento, abriram espaços para a saída do gás, o que causou a quebra e extração precoce de peças, resultando aumento de pressão. O relatório do Conselho de Testes no Ártico deixou claro que uma melhora no T-48 seria necessária e como resultado, o T-44 foi classificado como superior em climas frios, até ser superado pelo T-48 no inverno seguinte.

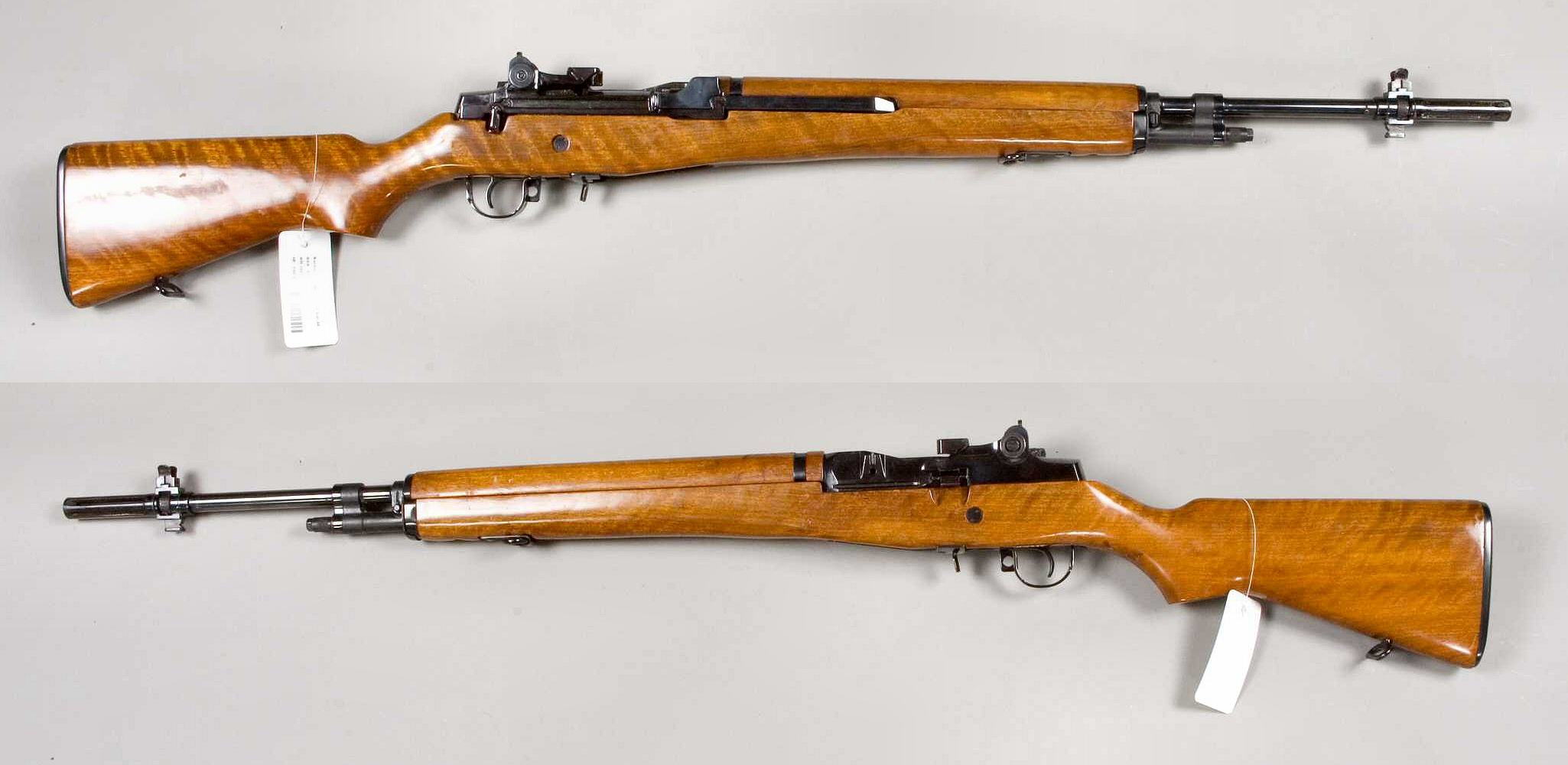
Um raro modelo de apresentação, série #0010

Em junho de 1954, finalmente foi disponibilizado o financiamento para os receptores recém fabricados do T-44, especialmente projetados para o cartucho T-65. Os testes no Forte Benning continuaram até o outono de 1956, altura em que os T-48/FAL também tinham sido melhorados.
Por fim, o T-44 teve vantagem sobre o T-48/FAL e foi selecionado para ser o M14, principalmente pelos seguintes fatores:
- Menor peso (cerca de 1Kg mais leve)
- Simplicidade (possuía menos partes)
- Um sistema autocompensador à gás (para ambientes frios)
- O argumento de que o T-44 poderia ser fabricado usando as mesmas máquinas existentes para a fabricação do M1 (conceito que mais tarde tornou-se impraticável)

### Contratos de produção
Os contratos iniciais para o M14 foram atribuídos ao Arsenal Springfield, a Winchester, e a H&R. A TRW Inc., mais tarde, foi premiada com um contrato para produção. Aproximadamente 1 376 031 fuzis M-14 foram produzidos entre 1959 e 1964.

### Implantação
Após a aprovação do M14, o Arsenal Springfield começou equipar uma nova linha de produção em 1958, entregando os primeiros fuzis de serviço para o Exército dos EUA em julho de 1959. No entanto, longos atrasos na produção resultaram que apenas a 101ª Divisão Aerotransportada seria a única unidade do Exército totalmente equipada com o M14 até o final de 1961. A frota da Força Marinha (em inglês: Fleet Marine Force) finalmente completou a mudança de M1 ao M14 no final de 1962. Registros do Arsenal Springfield refletem que a fabricação terminou quando a TRW, cumprindo o seu segundo contrato, cresceu com um incremento na produção final no ano fiscal de 1965 (1 de Julho de 64 - 30 Junho de 65). O arquivo do Arsenal Springfield também indica que os 1 380 mil fuzis foram adquiridos por mais de US$ 143 milhões, para um custo unitário de cerca de US$ 104.

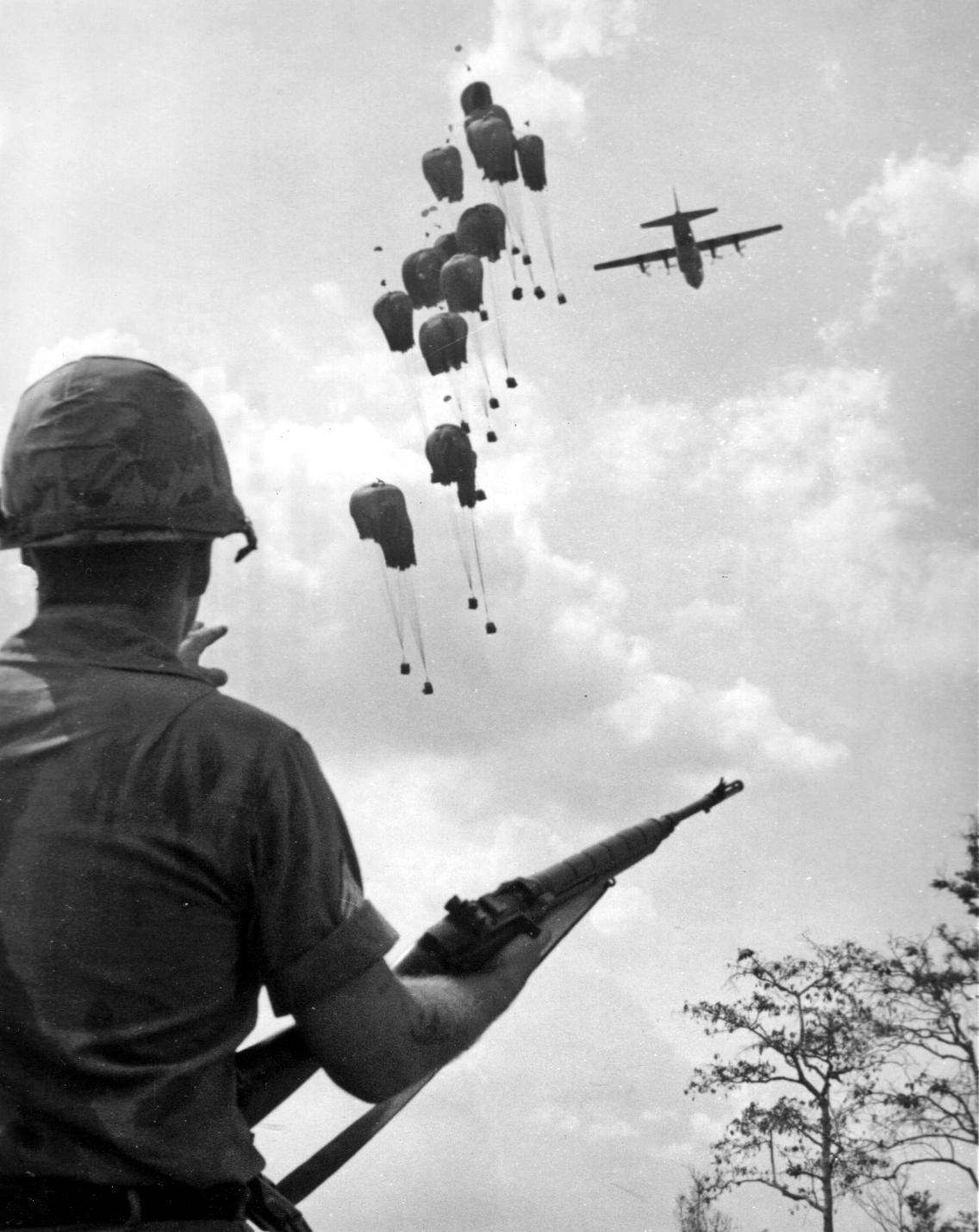
Um soldado com um fuzil M14 observando os suprimentos arremessados durante a Guerra do Vietnã, em 1967

O fuzil serviu adequadamente durante sua breve aparição na Guerra do Vietnã. Apesar de ruim para uso em moitas e grama, devido ao seu comprimento e peso, o poder do cartucho 7,62 mm NATO permitiu penetrar e cobrir muito bem o território. No entanto teve várias desvantagens. A tradicional coronha de madeira tinha certa tendência a inchar e expandir pela forte umidade da selva, prejudicando a precisão. Coronhas de fibra de vidro foram desenvolvidas para solucionar este problema, mas antes que fossem distribuídas em todo o campo de batalha, o uso do M14 foi interrompido. Além disso, pelo poderoso cartucho 7,62×51 mm, a arma foi virtualmente considerada incontrolável no modo automático. Para evitar o desperdício de munição em combate a maior parte dos fuzis M14 eram permanentemente usados como semiautomáticos.
O M14 foi desenvolvido como um meio termo afim de tomar o posto de quatro diferentes sistemas de armas, o já citado rifle M1 Garand, a M1 Carbine, a submetralhadora M3 e a Browning Automatic Rifle (BAR). Pensou-se que desta maneira a M14 poderia simplificar as exigências logísticas das tropas, limitando os tipos de munições e peças necessárias a serem fornecidas. No entanto, um relatório da Controladoria do Departamento de Defesa dos Estados Unidos provou ser uma tarefa impossível e considerou a arma completamente inferior ao M1 da Segunda Guerra Mundial. O cartucho era muito poderoso para uma metralhadora de mão demasiadamente leve que serviria como substituta da Metralhadora BAR.

### Substituição
O M14 continuou a ser a principal arma de infantaria estadunidense no Vietnã, até que foi substituído pelo M16 em 1966-1967, embora as unidades de engenharia de combate a mantivessem por muitos anos mais. Aquisições suplementares do M14 foram abruptamente interrompidas no final de 1963 devido ao relatório do Departamento de Defesa, mencionado acima, que também afirmara o AR-15 (título técnico anterior do M16) ser superior ao M14. Após o relatório, uma série de testes e relatórios do Departamento do Exército dos Estados Unidos resultaram na decisão de cancelar definitivamente o uso do M14. O M16 foi ordenado pela direção do Secretário de Defesa Robert McNamara, como o substituto oficial do M14, em 1964, decisão amplamente contra os oficiais do exército que haviam apoiado o M14. Embora a produção do M14 fosse oficialmente descontinuada, algumas tropas descontentes conseguiram mantê-las enquanto ridicularizavam o modelo M16 inicial como um frágil "brinquedo da Mattel" que estava propenso ao fracasso. Ao fim do ano 1967, o Exército dos EUA designou o M16 como o fuzil "padrão", e o M14 recebeu o status de "padrão limitado" (limited standard, em inglês). O M14 manteve-se o rifle padrão para o treinamento das categorias de base do exército e das tropas estacionadas na Europa até 1970.
O Exército dos EUA também converteram vários M-14 em fuzis de precisão M-21, que permaneceram como padrão para este fim até à adoção das M24 em 1988.

### Serviço militar pós 1970

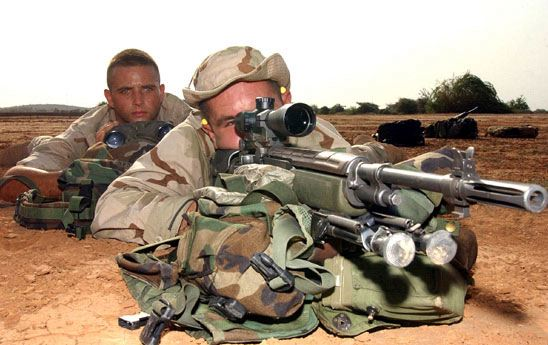
Um USMC Designated Marksman Rifle (DMR) em uso

Em meados dos anos 1990, o Corpo de Fuzileiros Navais escolheu um novo rifle para uso doméstico, um M14 modificado pela loja de armas de precisão na Marine Corps Base Quantico chamado Designated Marksman Rifle (DMR). É utilizado por equipes de segurança (SRT, FAST), e a equipe Scout Sniper da marinha, nos casos em que um rifle semiautomático é mais adequado que o rifle padrão M40. A equipe USMC Rifle Team usa o M14 em competições de tiro. Embora a extinção do padrão em 1970, variantes do M14 ainda são utilizadas por diversos ramos das Forças Armadas nos EUA, bem como outras forças armadas, especialmente como fuzil de precisão e DMR, devido a sua excelente precisão e eficácia a longo alcance. Unidades especiais ativas, tais como unidades OPFOR do Forte Polk ainda usam.

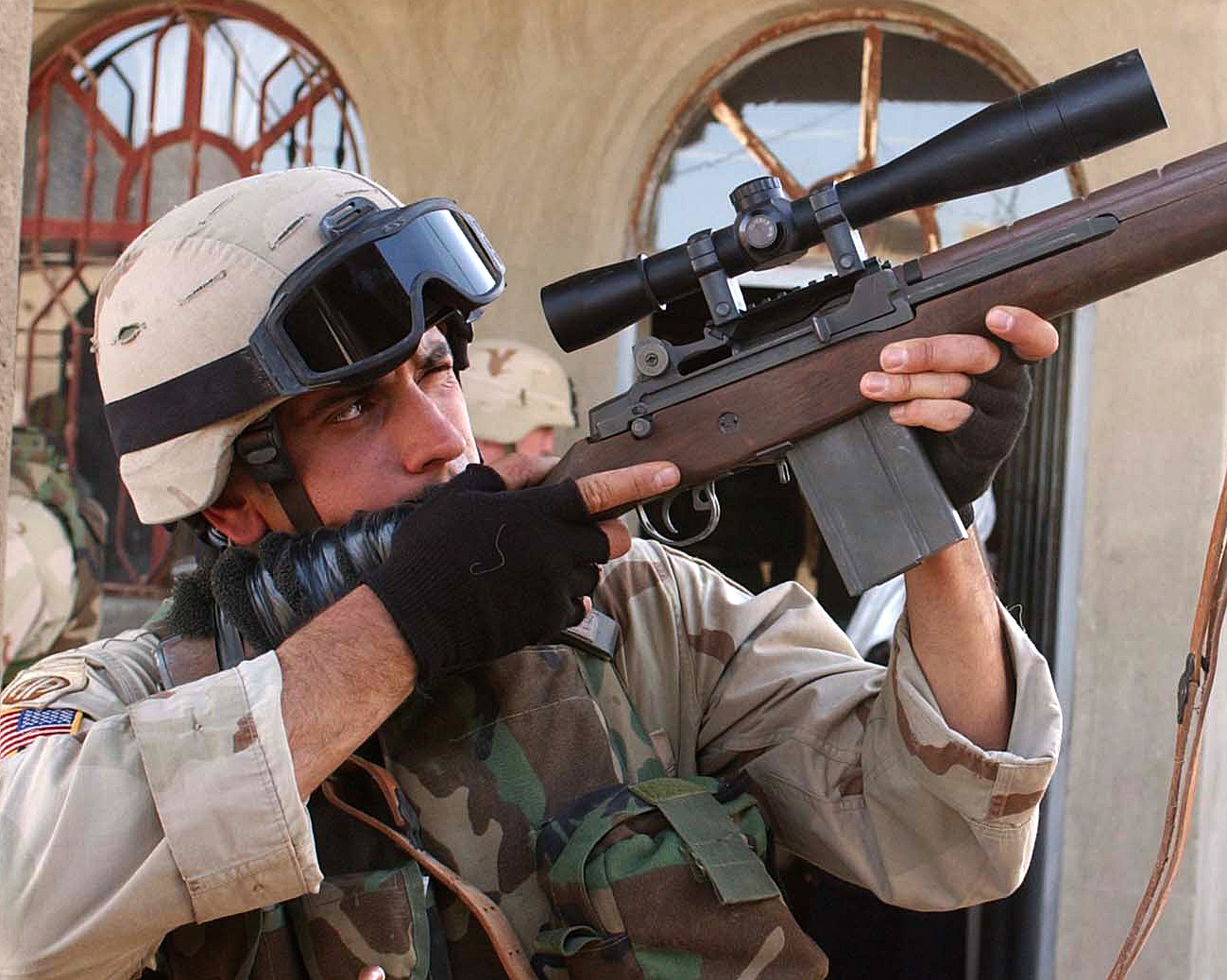
Um soldado em Faluja, Iraque, usando um M14 com luneta (riflescope) Leupold LR/T 10×40 mm M3

Pouquíssimos fuzis M-14 foram usados pelo exército estadunidense durante as recentes guerras no Afeganistão e no Iraque. Desde o início dos conflitos, os M14 de produção original foram empregados como fuzis de precisão, algumas vezes com pequenas modificações como osciloscópios, coronhas de fibra de vidro e outros acessórios. Um estudo de 2009, realizado pelo Exército dos EUA afirmou que metade dos engajamentos no Afeganistão ocorreram além dos 300 metros, logo os rifles em serviço 5,56x45 mm NATO eram ineficazes nestas faixas, o que levou a 	
uma nova tiragem de fuzis M14. Navios da Marinha dos EUA também carregam diversos fuzis em seus arsenais.
O 1º Batalhão do 3º Regimento de Infantaria ("A Velha Guarda") no distrito militar de Washington é a única unidade de campo regular remanescente do exército onde o M14 ainda é usado como o rifle padrão, juntamente com uma baioneta cromada e coronha de madeira especial, usada em funerais militares, desfiles e outras cerimônias. A Guarda de Honra da Força Aérea dos Estados Unidos usa uma versão do M14. A Base de Honra e a Guarda Cerimonial da Marinha dos Estados Unidos também usam o M-14 para saudações de 3 disparos em funerais militares. Também é usado em desfiles da Academia Militar, Academia Naval, Academia da Força Aérea, Universidade de Norwich, Instituto Militar de Virginia, North Georgia College & State University e The Citadel (academia militar).

### Serviço em outras nações
A defesa das Filipinas usam fuzis M-14, bem como M1 e M16, para as suas forças de defesa civil e academia de cadetes. A marinha da Grécia também o usa.
As ferramentas de produção foram vendidas para Taiwan em 1967, que no ano seguinte passou a produzir seu fuzil Type 57. O arsenal da República da China produziu cerca de 1 milhão destes fuzis desde 1969.
Na China continental, as empresas Norinco e Poly Technologies produziram variantes do fuzil, para exportação, que eram vendidos nos Estados Unidos antes da promulgação do Controle de Crimes Violentos e Aplicação da Lei, de 1994. Hoje estão sendo vendidos apenas no Canadá e Nova Zelândia e comercializados pelos nomes M14S e M305.

## Características

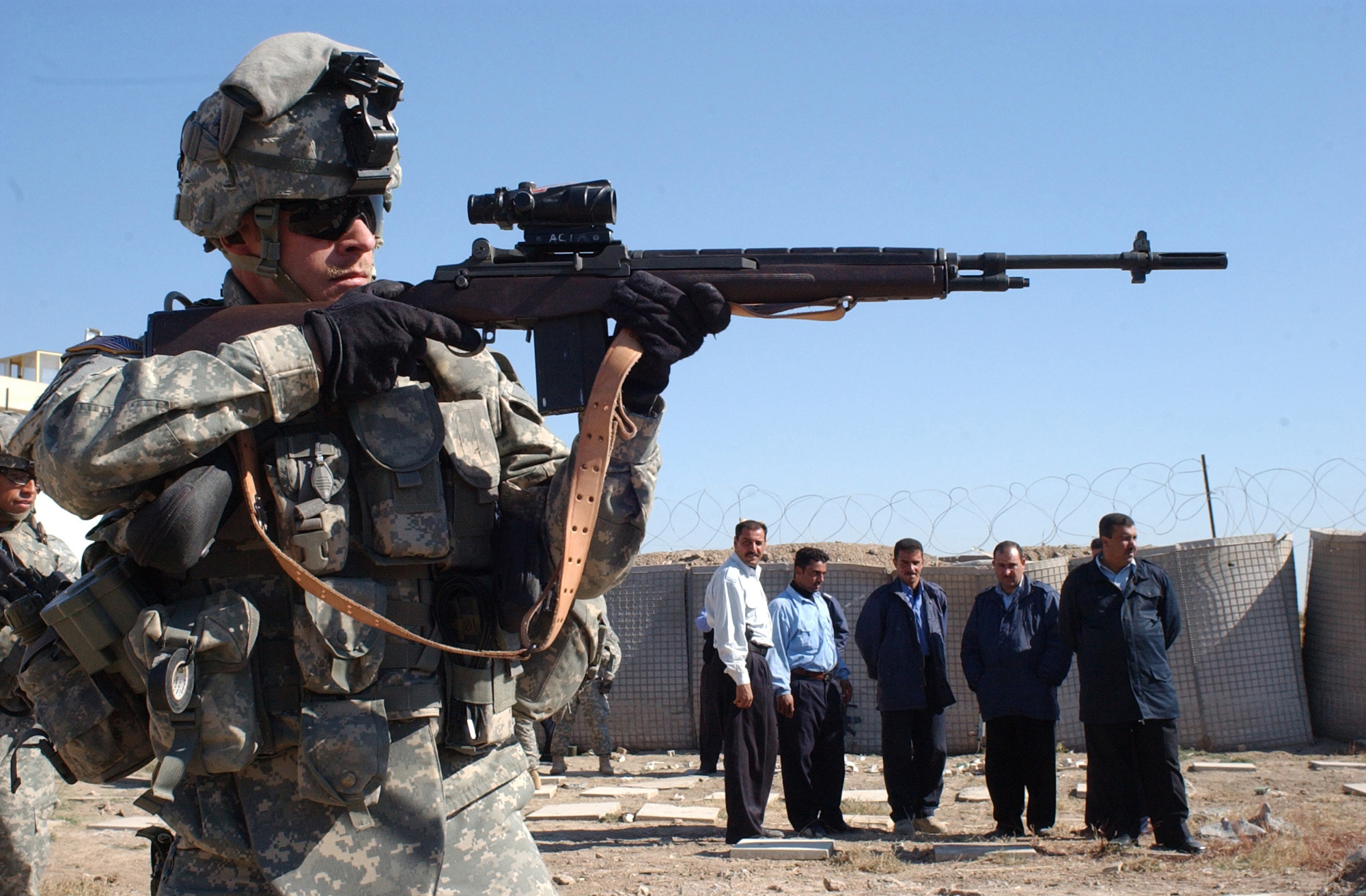
Soldado estadunidense demonstrando o uso do rifle M14 para um policial durante um treinamento no Iraque, em 2006

### Inscrição
Dados da numeração estampadas em alto-relevo:
- U.S. Rifle
- 7,62-MM M14
- "Springfield Armory" (ou nome do contratante)
- Número de série

### Coronha
O fuzil M14 inicialmente foi equipado com uma coronha madeira de nogueira, em seguida, de bétula e, finalmente, com um estoque sintético (fibra de vidro).
Fuzis fabricados no final da década de 1960 foram fornecidos com apoios de mão, fabricados de nogueira. Mais tarde, apoios sintéticos, ranhurados e vazados foram fabricados, mas revelaram-se demasiadamente frágeis para uso militar. Estes foram substituídos pela parte sólida sintética ainda em uso, geralmente nas cores marrom escuro, preto ou algum padrão de camuflagem.

### Estriamento
Segue o padrão de rifles com 4 ranhuras helicoidais sob uma taxa de torção de 1:12 polegadas (cerca de 304.8 mm).

### Acessórios

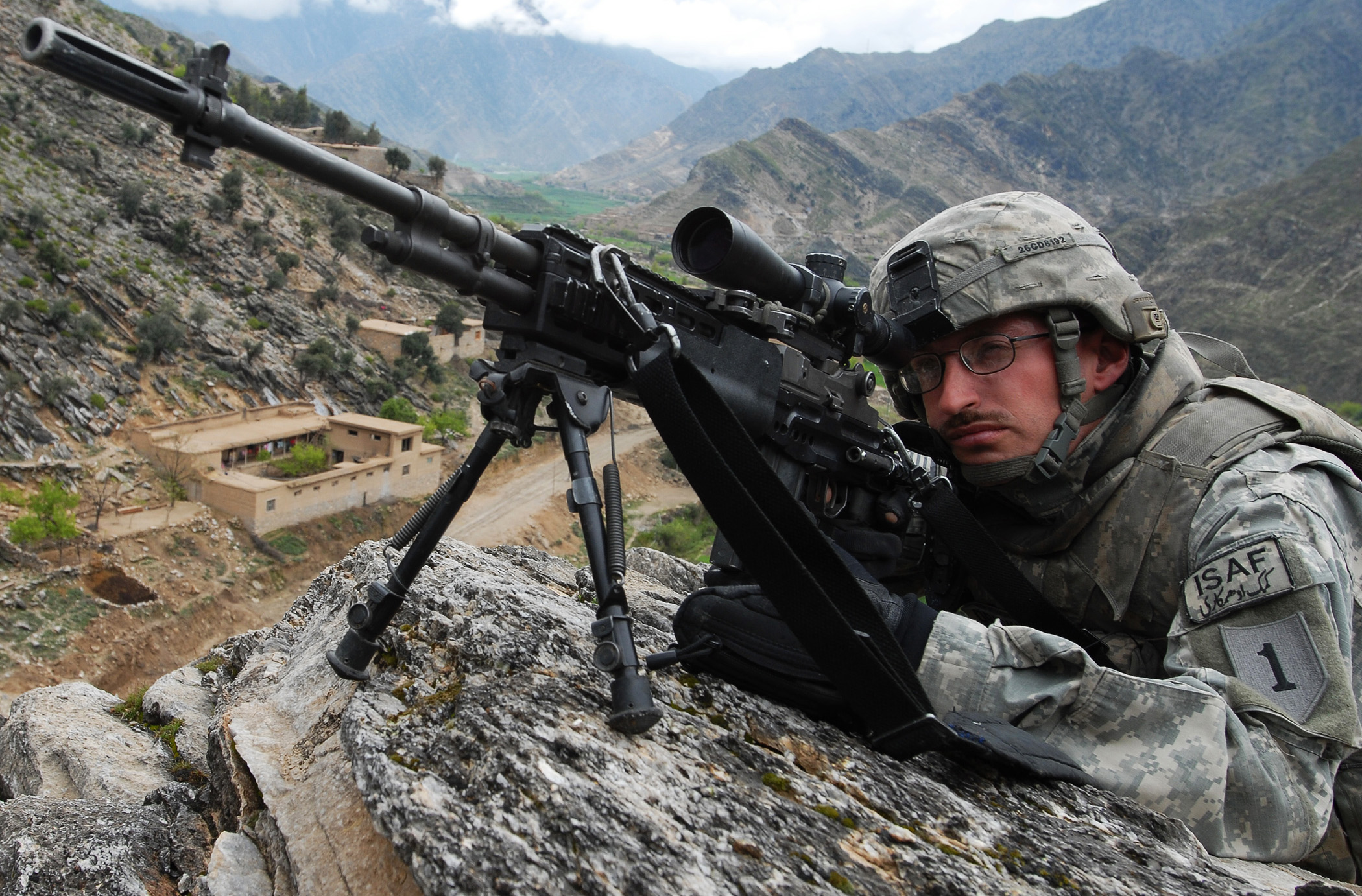
Um soldado da Força de Segurança e Assistência Internacional durante uma patrulha no Afeganistão, em abril de 2009

Embora a produção do fuzil tenha terminado em 1964, o status de "padrão limitado" resultou na fabricação contínua de acessórios e peças de reposição para além dos anos 1960.
- Faca baioneta M6
- Cartucheira M2
- Kit de limpeza
- Gatilho de inverno e de segurança M5
- Bipé M2
- Bolsa de carregadores M1961
- Lançador de granadas M76
- Lançador de granadas com visor M15

### Visor
- Traseiro, lâmina frontal, métrico

## Variantes relacionadas

### Militar

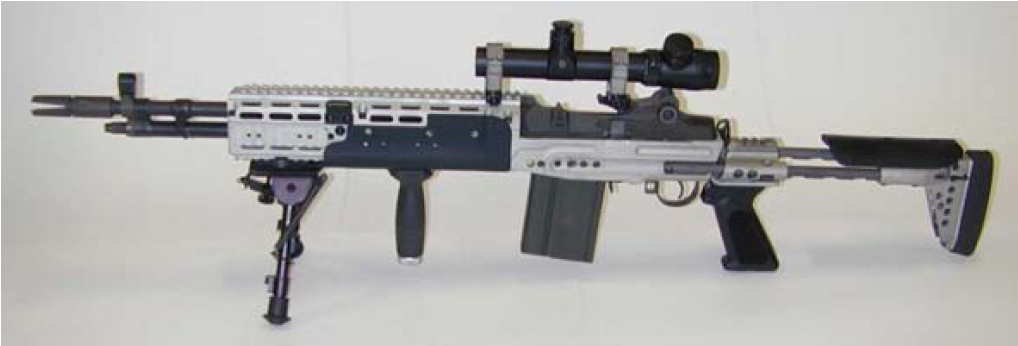
Um modelo Mk 14 Mod 0 Rifle

| O M15 foi uma modificação do M14 desenvolvido para substituir o M1918 Browning Automatic Rifle no de Esquadrões de armas automáticas. Foram acrescidos cano e coronha pesados, uma placa articulada, uma chave seletora para as totalmente automáticas e um bipé. Testes de fogo mostraram que a M14, quando equipada com os mesmos seletor, placa articulada e bipé obtiveram resultados semelhantes a M15, portanto o M15 foi descartado e o M14 modificado tornou-se a arma dos esquadrões. os problemas com precisão, controle e ergonomia desta variante conduziram a adição de um punho de pistola e um estabilizador de bico. O desenho final foi designado como o M14E2/M14A1. O M14E1 foi testado como uma variedade de tipos de coronhas dobráveis para proporcionar uma melhor manobrabilidade, tanto para infantaria blindada, pára-quédistas, entre outros. Nenhuma variedade foi padronizada. Sucessor do M15, esta versão com seleção de fogo padrão utilizado foi usada por esquadrões de armas automáticas. O modelo de desenvolvimento era conhecido como M14E2, porém quando lançado em 1966 recebeu a nomenclatura M14A1. O fuzil M14M (modificado) é uma versão semiautomática do M14 padrão que foi desenvolvido para uso em atividades civis de pontaria, tais como o en:Civilian Marksmanship Program, mas com o mecanismo de seleção de fogo soldado para impedir o disparo totalmente automático. O fuzil M14NM (National Match) é um rifle M14M construído com padrões de precisão National Match. É utilizado por esquadrões de remoção de explosivos, Stand-off Munition Disruption (SMUD), para destruir munições não deflagradas. Essencialmente um fuzil M14 National Match com mira telescópica. | A Mk 14 Enhanced Battle Rifle é uma versão melhorada do M14, em uso desde 2003. Possui coronha retrátil e múltiplos trilhos para mais acessórios. Um M14 usando o mesmo material do Mk 14, mas com cano de 22 polegadas e um travão frontal fabricado pela Smith Enterprise. É usado pela Guarda Costeira dos Estados Unidos. Versão modificada para Designated Marksman Rifle, usado pela Marinha dos EUA . Foi substituído pelo M39 Enhanced Marksman Rifle. Modificação do M14 DMR equipado com a mesma coronha do Mk14. Utilizado pela Marinha dos EUA, foi substituído pelo M110 Semi-Automatic Sniper System. Um M14 em configuração Bullpup, introduzida na década de 1980. Modificação bullpup projetada por Lynn McWilliams e Gale McMillian durante a década de 1990. Foi produzido e entregue para testes na escola de franco-atiradores do Forte Bragg O M21 e o M25 são versões aprimoradas de fuzil de precisão, construídos especificamente para tolerâncias menores que o padrão M14 poderia oferecer. Estas são as variantes padrão dos fuzis de precisão M14. |

## Usuários
| País                 | Detalhes e referências |
| -------------------- | --- |
| Argentina            | Usado por soldados argentinos da Comapania C, Regimento (Especial) de Infantaria na Guerra das Malvinas durante as batalhas de Goose Green e San Carlos. |
| Austrália            | O modelo M14 SAGE EBR foi usado em número limitado pelo Special Air Service Regiment no Afeganistão. |
| Colômbia             | [ 26 ] |
| Costa Rica           | [ 26 ] |
| República Dominicana | [ 26 ] |
| Equador              | [ 26 ] |
| El Salvador          | [ 26 ] |
| Eritreia             | [ 26 ] |
| Estónia              | Chamado Täpsuspüss M14-TP (Precision Rifle M14-PR) |
| Etiópia              | [ 26 ] |
| Grécia               | Marinha da Grécia |
| Haiti                | Usado pelas forças de segurança no Golpe de Estado no Haiti de 2004 |
| Honduras             | [ 26 ] |
| Israel               | Usado como rifle de precisão e eventual conversão e produção como M89SR |
| Laos                 | [carece de fontes?] |
| Lituânia             | Forças Armadas da Lituânia |
| Marrocos             | [carece de fontes?] |
| Níger                | [ 26 ] |
| Filipinas            | [ 26 ] |
| Coreia do Sul        | Um número desconhecido foi fornecido pelos Estados Unidos como programa de assistência militar. Uso limitado a forças da reserva e funções cerimoniais. |
| Taiwan               | Fabricado sobre licença com o nome Type 57. |
| Tunísia              | [ 26 ] |
| Estados Unidos       | Usa o M14SE, fabricado pela Smith Enterprises, sobre as regras de Designated marksman que é comprado de outros fabricantes. Também são usados M14 personalizados (construídos ou alterados) nos arsenais militares, como M39 Enhanced Marksman Rifle. O M14 é usado pelos membros da tripulação dos navios da Military Sealift Command. Também é utilizado pela Patrulha de Fronteiras e pelo National Park Service. |
| Venezuela            | [ 41 ] |